# Josh Hutcherson
Joshua Ryan Hutcherson (Union, Kentucky; 12 de octubre de 1992) es un actor y productor estadounidense, conocido por sus papeles protagónicos como actor infantil en Little Manhattan, Zathura, Bridge to Terabithia y Viaje al centro de la Tierra. Más adelante coprotagonizó la saga cinematográfica de Los Juegos del Hambre, donde interpretó a Peeta Mellark. En 2023, protagonizó la película de Five Nights at Freddy's, donde encarnó el papel de Mike Schmidt.

## Biografía

### Primeros años
Hutcherson nació el 12 de octubre de 1992 en Union, Kentucky. Su madre, Michelle (de soltera Fightmaster), es una exempleada de Delta Air Lines que ahora asiste a Josh, y su padre, Chris Hutcherson, es un analista de la EPA. Tiene un hermano menor, Connor, y muchas mascotas incluyendo dos perros, Diesel y Nixon (unos bóxer). Quiso ser actor desde que tenía cuatro años, pero solo empezó a audicionar para papeles en 2002, a los 10 años. Se mudó de Union a California debido a las limitadas oportunidades de actuación en su ciudad natal.

### Carrera

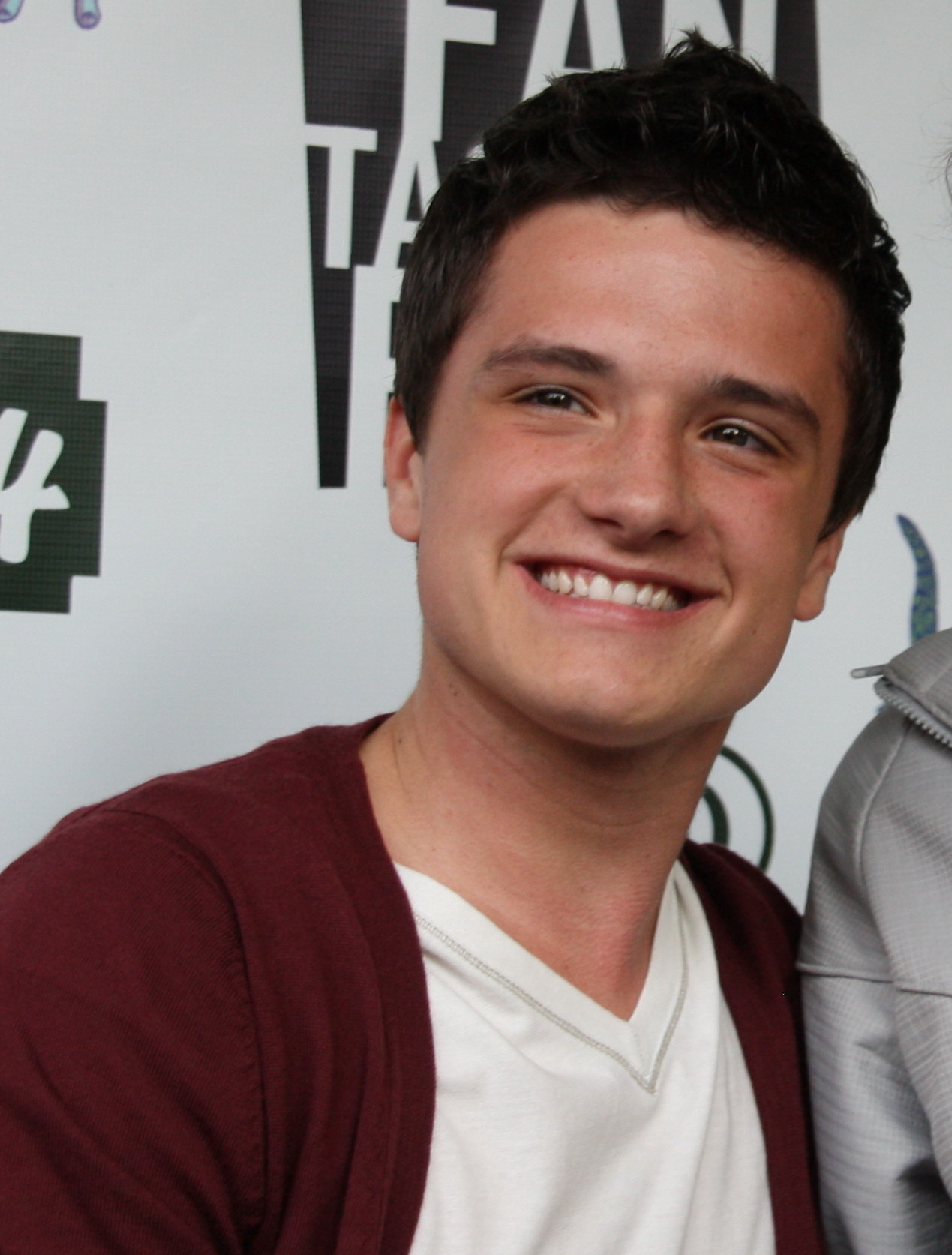
Josh Hutcherson en el estreno de Cirque du Freak en 2009.

En enero de 2002, Hutcherson y sus padres se reunieron con el profesor de actuación Bob Lucas, quien les aconsejó ir a Los Ángeles y comenzar a audicionar para episodios piloto de televisión.
El primer papel de Hutcherson fue en el episodio piloto de 2002 de la serie House Blend; en el mismo año, apareció en un episodio de ER. En 2003, interpretó el papel principal en la comedia Miracle Dogs (estrenado en Animal Planet); protagonizó junto a Peter Falk y Timothy Daly la película hecha para la televisión Wilder Days; y tuvo un papel menor en la exitosa película independiente American Splendor. En 2004 actuó para las imágenes de captura de movimiento de la película animada por computadora The Polar Express.
En 2005, Hutcherson apareció en varias películas de Hollywood: tuvo un papel secundario en la comedia de Will Ferrell Kicking & Screaming, hizo la voz de Markl en la película animada Howl no Ugoku Shiro, e interpretó los roles principales en Little Manhattan y Zathura, que fue lanzada en noviembre de ese año con críticas positivas. Al año siguiente, Hutcherson apareció en la comedia RV, interpretando al hijo del personaje de Robin Williams.
Hutcherson interpretó posteriormente a Jesse Aarons en el drama Bridge to Terabithia, que fue filmada en Nueva Zelanda y estrenada el 16 de febrero de 2007, obteniendo buenos resultados de manera crítica y comercialmente. No había leído la novela en que la película se basa antes de ser elegido para el papel.

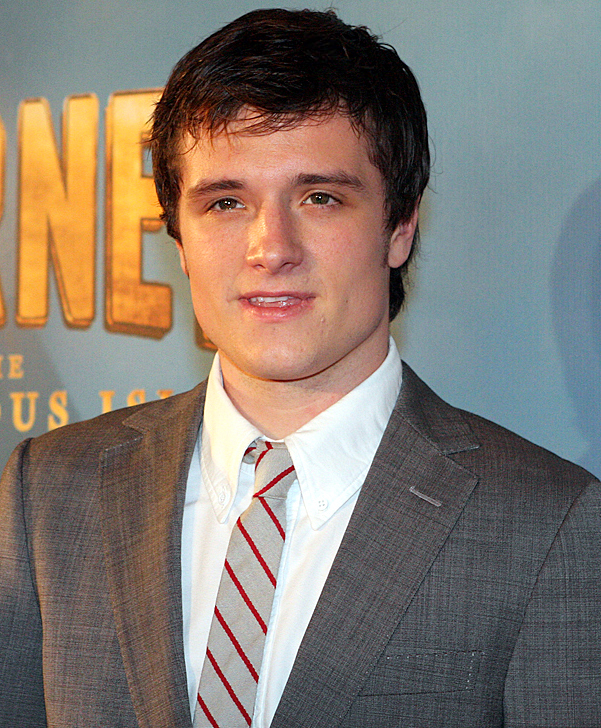
Hutcherson en Sídney, en el estreno de Journey 2: The Mysterious Island en 2012.

El siguiente papel de Hutcherson fue en Firehouse Dog (estrenada el 4 de abril de 2007), en la que interpretó a Shane Fahey, hijo de un bombero que se hace amigo de un perro. Hutcherson filmó Firehouse Dog antes de Bridge to Terabithia, aunque esta última película fue estrenada primero. Después apareció en el drama independiente Winged Creatures y la aventura de ciencia ficción Journey to the Center of the Earth, una nueva versión en 3D de la novela del mismo nombre. El rodaje de Journey, que fue lanzado el 11 de julio de 2008, se inició en Montreal en junio de 2006 y finalizó en octubre de ese año. Hutcherson también apareció en una adaptación cinematográfica del libro Cirque Du Freak.
En 2010, tuvo un papel secundario en la aclamada película The Kids Are All Right, interpretando a Laser. Hutcherson ha dicho que le gustaría aparecer en todo tipo de género cinematográfico.
El 4 de abril de 2011, Lionsgate anunció que Hutcherson había sido elegido como Peeta Mellark en la película 2012 Los juegos del hambre. Posteriormente, Hutcherson apareció en dos películas; The Forger (también como productor ejecutivo) y Journey 2: The Mysterious Island.  
También apareció en Red Dawn, un remake de Amanecer rojo. La película fue criticada, alcanzando solo un índice de aprobación del 12% en Rotten Tomatoes, la puntuación más baja de cualquier película en la que Hutcherson ha aparecido.
A principios de 2016 anunció su incursión en la dirección en el Festival de Cine de Tribeca. En mayo de ese año comenzó el rodaje del cortometraje Ape, el cual dirige, produce y protagoniza.
Entre 2017 y 2020 protagonizó la serie de comedia Future Man, de Hulu.
En 2023 protagonizó la película de terror y suspenso Five Nights at Freddy's, basada en la popular franquicia de videojuegos del mismo nombre.

### Vida personal
El 11 de agosto de 2007, Hutcherson sirvió como el Gran Mariscal para la competición automovilística Meijer Indy 300 en el Kentucky Speedway.
En septiembre de 2008 participó en Roma y Milán de un evento local para los niños interesados en la creación de películas.
Hutcherson grabó un vídeo para la campaña "Straight But Not Narrow", diseñado para alentar a jóvenes y hombres heterosexuales a salir en apoyo de sus compañeros homosexuales.
El 21 de abril de 2012, Hutcherson recibió el Premio Vanguardia de la GLAAD, otorgado a aquellos en la industria del entretenimiento que hacen una diferencia significativa en la promoción de la igualdad de derechos para las personas LGBT.Hutcherson declaró en abril de 2012: "Mi mamá siempre ha sido una gran defensora, especialmente en la comunidad gay, lesbiana, transexual y bisexual, así que para mí siempre ha sido una parte de mi alma". En el mismo artículo, declaró el profundo efecto de la campaña "Straight But Not Narrow", recordando la carta de un chico en Florida: "Él estaba en este tipo de área muy de derecha y religiosa y envió una carta diciendo cómo SBNN cambió su vida y cómo fue capaz de sentirse más cómodo saliendo con sus amigos", dijo Hutcherson. "Yo estaba casi llorando leyéndola. Eso hace que todo nuestro trabajo valga la pena", agregó.
Siendo del norte de Kentucky, Hutcherson ha sido un fan de toda la vida, tanto de los Wildcats de la Universidad de Kentucky, como del equipo de la Major League Baseball de Cincinnati, Ohio, los Reds. Como invitado en Conan, Hutcherson habló de pintar su cara para mostrar su apoyo durante el juego de los Kentucky Wildcats y sobre tener un pase para toda la temporada. El 7 de abril de 2012, Hutcherson apareció en el terreno de juego antes del partido de apertura ceremonial de los Reds contra los Miami Marlins en el Great American Ball Park.
En abril de 2012, Hutcherson adoptó una pitbull de Hands, Paws & Hearts, una organización de rescate de Lancaster, California.
Hutcherson mantiene una relación desde 2014 con la actriz española Claudia Traisac.

## Filmografía
| Cine | Cine                                     | Cine                    | Cine                                           |
| Año  | Título                                   | Papel                   | Nota(s)                                        |
| ---- | ---------------------------------------- | ----------------------- | ---------------------------------------------- |
| 2003 | American Splendor                        | Robin                   |                                                |
| 2004 | Motocross Kids                           | TJ                      |                                                |
| 2004 | Howl no Ugoku Shiro                      | Markl                   | Papel de voz. Doblaje al inglés estadounidense |
| 2004 | The Polar Express                        | Niño héroe              | Voz y Captura de movimiento                    |
| 2005 | One Last Ride                            | Joey                    |                                                |
| 2005 | Kicking & Screaming                      | Bucky Weston            |                                                |
| 2005 | Little Manhattan                         | Gabriel "Gabe" Burton   |                                                |
| 2005 | Zathura: A Space Adventure               | Walter                  |                                                |
| 2006 | RV                                       | Carl Monroe             |                                                |
| 2007 | Bridge to Terabithia                     | Jesse Aarons            |                                                |
| 2007 | Firehouse Dog                            | Shane Fahey             |                                                |
| 2008 | Winged Creatures                         | Jimmy Jaspersen         |                                                |
| 2008 | Viaje al centro de la Tierra             | Sean Anderson           |                                                |
| 2009 | Cirque du Freak: The Vampire's Assistant | Steve "Leopard" Leonard |                                                |
| 2010 | The Kids Are All Right                   | Laser Allgood           |                                                |
| 2011 | Detention                                | Clapton Davis           | También productor ejecutivo                    |
| 2012 | Journey 2: The Mysterious Island         | Sean Anderson           |                                                |
| 2012 | Los juegos del hambre                    | Peeta Mellark           |                                                |
| 2012 | 7 días en La Habana                      | Teddy Atkins            |                                                |
| 2012 | The Forger                               | Joshua Mason            | También productor ejecutivo                    |
| 2012 | Red Dawn                                 | Robert Kitner           |                                                |
| 2013 | Epic                                     | Nod                     | Papel de voz. Doblaje al inglés estadounidense |
| 2013 | Los juegos del hambre: en llamas         | Peeta Mellark           |                                                |
| 2014 | Los juegos del hambre: Sinsajo - Parte 1 | Peeta Mellark           |                                                |
| 2014 | Escobar: Paradise Lost                   | Nick Brady              | También productor ejecutivo                    |
| 2015 | Los juegos del hambre: Sinsajo - Parte 2 | Peeta Mellark           |                                                |
| 2015 | The Rusted                               | Max                     |                                                |
| 2016 | In Dubious Battle                        | Vinnie                  |                                                |
| 2017 | Ape                                      | Travis Wilker           | Director, productor y protagonista.            |
| 2017 | Tragedy Girls                            | Toby Mitchell           |                                                |
| 2019 | Burn                                     | Billy                   |                                                |
| 2021 | Across The River and into the Trees      | Jackson                 |                                                |
| 2023 | Five Nights at Freddy's                  | Mike Schmidt            | Papel principal                                |
| 2024 | The Beekeeper                            | Derek Danforth          |                                                |
| 2025 | Five Nights at Freddy's 2                | Mike Schmidt            | Papel principal. En producción.                |

| Televisión | Televisión                    | Televisión                   | Televisión                                               |
| Año        | Título                        | Papel                        | Nota(s)                                                  |
| ---------- | ----------------------------- | ---------------------------- | -------------------------------------------------------- |
| 2002       | Becoming Glen                 | Joven Glen                   | Película para televisión                                 |
| 2002       | House Blend                   | Nicky Harper                 | Película para televisión                                 |
| 2002       | ER                            | Matt                         | Episodio: "First Snowfall"                               |
| 2003       | The Division                  | Matthew Inwood               | Episodio: "Till Death Do Us Part"                        |
| 2003       | Miracle Dogs                  | Charlie Logan                | Película para televisión                                 |
| 2003       | Wilder Days                   | Chris Morse                  | Película para televisión                                 |
| 2003       | Line of Fire                  | Donny Rawlings               | Episodio: "Take the Money and Run"                       |
| 2004       | Eddie's Father                | Eddie Corbett                | Película para televisión                                 |
| 2004       | Party Wagon                   | Toad E. Bartley              | Papel de voz. Película para televisión                   |
| 2004       | Liga de la Justicia Ilimitada | Van-El / Bruce Wayne (joven) | Papel de voz. Episodio: "For the Man Who Has Everything" |
| 2010       | The Third Rule                | Chuck                        | Cortometraje                                             |
| 2012       | Punk'd                        | Él mismo                     | Episodio: "Lucy Hale"                                    |
| 2013       | Saturday Night Live           | Él mismo                     | Episodio: "Josh Hutcherson/Haim"                         |
| 2017-2020  | Future Man                    | Josh Futturman               | Protagonista                                             |
| 2019       | Paquita Salas                 | Ryan                         | Episodio: "Bailes Regionales"                            |
| 2019       | Ultraman                      | Shinjiro Hayata/Ultraman     | Papel de voz. Protagonista                               |

## Premios y nominaciones
| Año  | Premiación                                     | Categoría                                                                                        | Producción                                               | Resultado | Ref. |
| ---- | ---------------------------------------------- | ------------------------------------------------------------------------------------------------ | -------------------------------------------------------- | --------- | ---- |
| 2003 | Premios Artista Joven                          | Mejor Actuación en una Película para Televisión, Miniserie o Especial - Actor Joven Protagonista | Wilder Days                                              | Nominado  |      |
| 2004 | Premios Artista Joven                          | Mejor Actuación en una Película - Reparto Joven                                                  | Motocross Kids                                           |           |      |
| 2004 | Premios Artista Joven                          | Destacado elenco joven en un Nuevo Medio                                                         | The Polar Express                                        | Ganador   |      |
| 2005 | Premios Artista Joven                          | Mejor Actuación en una Película (Comedia o Drama) - Actor Joven Protagonista                     | Zathura                                                  |           |      |
| 2005 | Premios Saturn                                 | Mejor Actuación de un Actor Joven                                                                | Zathura                                                  | Nominado  |      |
| 2006 | Premios Artista Joven                          | Mejor Actuación en una Película - Actor Joven Protagonista                                       | RV                                                       |           |      |
| 2007 | Premios Artista Joven                          | Mejor Actuación en una Película - Actor Joven Protagonista                                       | Bridge to Terabithia                                     | Ganador   |      |
| 2007 | Premios Artista Joven                          | Mejor Actuación en una Película - Reparto Joven                                                  | Bridge to Terabithia                                     |           |      |
| 2008 | Premios Artista Joven                          | Mejor Actuación en una Película - Actor Joven Protagonista                                       | Viaje al centro de la Tierra                             | Nominado  |      |
| 2010 | Breakthrough of the Year Awards                | Actor Revelación en una Película                                                                 | The Kids Are All Right                                   | Ganador   |      |
| 2010 | Gotham Awards                                  | Mejor Reparto                                                                                    | The Kids Are All Right                                   | Nominado  |      |
| 2010 | Washington D. C. Area Film Critics Association | Mejor Reparto                                                                                    | The Kids Are All Right                                   |           |      |
| 2010 | Boston Society of Film Critics                 | Mejor Reparto                                                                                    | The Kids Are All Right                                   |           |      |
| 2010 | Las Vegas Film Critics Society Awards          | Joven en una Película                                                                            | The Kids Are All Right                                   |           |      |
| 2010 | Premios Phoenix Film Critics Society           | Mejor Reparto                                                                                    | The Kids Are All Right                                   |           |      |
| 2011 | Central Ohio Film Critics Association Awards   | Mejor Reparto                                                                                    | The Kids Are All Right                                   |           |      |
| 2011 | Broadcast Film Critics Association Awards      | Mejor Reparto                                                                                    | The Kids Are All Right                                   |           |      |
| 2011 | Premios del Sindicato de Actores               | Destacada Actuación de un Reparto en una Película                                                | The Kids Are All Right                                   |           |      |
| 2011 | Premios Chlotrudis                             | Mejor Reparto                                                                                    | The Kids Are All Right                                   | Ganador   |      |
| 2012 | NewNowNext Awards                              | Siguiente Megaestrella                                                                           | Los juegos del hambre                                    | [ 44 ]    |      |
| 2012 | CinemaCon Award                                | Premio al Actor Revelación del Año                                                               | Los juegos del hambre                                    | [ 45 ]    |      |
| 2012 | GLAAD Vanguard Award                           |                                                                                                  | Straight but not Narrow                                  |           |      |
| 2012 | MTV Movie Awards                               | Mejor Reparto                                                                                    | Los juegos del hambre                                    | Nominado  |      |
| 2012 | MTV Movie Awards                               | Mejor Beso                                                                                       | Los juegos del hambre                                    |           |      |
| 2012 | MTV Movie Awards                               | Mejor Pelea                                                                                      | Los juegos del hambre                                    | Ganador   |      |
| 2012 | MTV Movie Awards                               | Mejor Actuación Masculina                                                                        | Los juegos del hambre                                    |           |      |
| 2012 | Teen Choice Awards                             | Película Elegida: Beso                                                                           | Los juegos del hambre                                    |           |      |
| 2012 | Teen Choice Awards                             | Actor de Película Elegido: Ciencia Ficción/Fantasía                                              | Los juegos del hambre y Journey 2: The Mysterious Island |           |      |
| 2012 | Do Something Awards                            | Estrella de Película: Hombre                                                                     | Los juegos del hambre                                    |           |      |
| 2013 | Premios People's Choice                        | Química Favorita en Pantalla (compartido con Jennifer Lawrence)                                  | Los juegos del hambre                                    |           |      |
| 2014 | MTV Movie Awards                               | Mejor Actuación Masculina                                                                        | Los juegos del hambre: en llamas                         |           |      |
| 2014 | Teen Choice Awards                             | Mejor Actor de Película: Ciencia Ficción/Fantasía                                                | Los juegos del hambre: en llamas                         |           |      |
| 2015 | MTV Movie Awards                               | Mejor Actuación Masculina                                                                        | Los juegos del hambre: sinsajo - Parte 1                 | Ganador   |      |
| 2015 | Teen Choice Awards                             | Mejor Actor de Película: Ciencia Ficción/Fantasía                                                | Los juegos del hambre: sinsajo - Parte 1                 |           |      |